# Dàmocles
Dàmocles (grec antic: Δαμοκλῆς, llatí: Damocles) fou un magnat siracusà company de Dionisi el Vell conegut per la següent anècdota, contada per Ciceró. Dàmocles considerava que Dionisi el Vell era feliç gràcies a la seva riquesa i al seu poder i el criticava pels seus gustos de luxe. Un dia, el tirà el va convidar a un banquet amb tota mena de luxes, plaers i luxúria, però just al damunt del setial de Dàmocles hi havia fet penjar una espasa sostinguda només pel pèl d'un cavall, i el va convidar a jutjar si allò era la felicitat; l'espasa representava el perill constant al qual havia de fer front el qui tenia riqueses o poder, representades pel banquet i els plaers. D'aquest fet es va originar l'expressió «espasa de Dàmocles», que fa referència a la intranquil·litat que comporta un perill o amenaça constant.